# Szász Júlia
Szász Júlia (Budapest, 1994. december 6. –) magyar színésznő.

## Életpályája
2014-ben érettségizett a szigetszentmiklósi Batthyány Kázmér Gimnáziumban. 2014-2015 között a Nemes Nagy Ágnes Szakközépiskolában tanult. 2015-2020 között a Kaposvári Egyetem hallgatója volt színművész szakon, Cserhalmi György osztályában. 2020-2024 között a Nemzeti Színház tagja volt. 2024-2025 között szabadúszó, majd 2025-től a Vígszínház színésznője.

### Balesete
Ő volt az egyik sérültje a magyarországi színházi élet eddigi legsúlyosabb, 2023 novemberében történt színpadi balesetének, melyben az apját játszó Horváth Lajos Ottóval együtt zuhantak le a Rómeó és Júlia előadás díszletének kb. 3 méteres magasságban húzódó traverzéről, amelyben súlyos sérüléseket szenvedtek. Mindketten felmondtak a Nemzeti Színháznak.

## Filmes és televíziós szerepei
- A tanár (2018-2020) – Holczer Petra
- Csak színház és más semmi (2019) – Rajongó
- Seveled (2019) – Fruzsina
- Bátrak földje (2020) – Rokoczay Anna
- A besúgó (2022) – Szabó Kata
- Magunk maradtunk (2022)
- 217 nap (2025)

## Színházi szerepei

### Nemzeti Színház
- Körhinta (2015) – Mari
- Csehov: Meggyeskert (2019) – Ánya
- Shakespeare: A vihar (2019) – Miranda
- Luchino Visconti: Rocco és fivérei (2019) – Franca, Ciro menyasszonya
- Shakespeare: Rómeó és Júlia (2020) – Júlia
- Szilágyi Andor: Leánder és Lenszirom (2020) – Csibecsőr
- Móricz: Forró mezők (2020) – Böske, Mariska, Lenke, Maris
- Bulgakov: A Mester és Margarita (2021) – Margarita
- Póka Egon – Tátrai Tibor – Földes László Hobo: Vadászat (2021) – Juli
- Dosztojevszkijː Ördögök (2021) – Darja Satova, Ivan Satov húga
- Lope de Vega: A kertész kutyája (2022) – Dorotea
- Brechtː A kaukázusi krétakör (2022) – Natella, a kormányzó felesége
- Moliére: Don Juan (2023) – Donna Elvira
- Katona József: Bánk bán (2023) – Bendeleiben Izidora, türingiai leány

### Egyéb
- Csehov: Három nővér (Vörösmarty Színház, Székesfehérvár, 2016) – Mása
- Karamazov fivérek (Spirit Színház, 2019) – Katyerina Ivanovna / Adelajda